# سوبر سماش برذرز ميلي
سوبر سماش برذرز ميلي (بالإنجليزية: Super Smash Bros. Melee)‏ تعرف باليابان باسم سوبر سماش برذرز دي إكس (باليابانية: 大乱闘スマッシュブラザーズDXデラックス, Hepburn: Dai rantō sumasshu burazāzu derakkusu) هي لعبة فيديو قتالية تدمج بين شخصيات من سلاسل مختلفة عام 2001 تم تطويرها بواسطة هال لابوراتوري ونشرتها نينتندو لجهاز غيم كيوب. إنها اللعبة الثانية في سلسلة سوبر سماش برذرز 
، تضم اللعبة شخصيات من سلاسل ألعاب فيديو نينتندو مثل سوبر ماريو وذا ليجند أوف زيلدا وستار فوكس وبوكيمون. تشير المراحل وأنماط اللعب أو تأخذ تصميمات من هذه السلاسل أيضًا.
تتضمن اللعبة جميع الشخصيات القابلة للعب من لعبة سوبر سماش برذرز ويضيف أيضًا شخصيات من السلاسل مثل فاير إمبلم، والتي لم يتم إصدار أي ألعاب منها خارج اليابان في ذلك الوقت. يقدم نظام اللعب نهجًا غير تقليدي لنوع لعبة القتال، مع عداد يقيس الضرر بنسب متزايدة، يمثل الضربة القاضية التي ستختبرها الشخصية، بدلاً من شريط الصحة المستنفد الذي شوهد في معظم ألعاب القتال. تعتمد اللعبة على سوبر سماش برذرز عن طريق إضافة ميزات جديدة للعب وشخصيات قابلة للعب. بعد شعبية أسلوب اللعب المتعدد اللاعبين، ظهرت لعبة سوبر سماش برذرز ميلي في العديد من بطولات الألعاب التنافسية وهي واحدة من أكثر ألعاب القتال التنافسية شهرة. تم إصدارها لأول مرة في اليابان في نوفمبر 2001 ، وفي الأمريكتين في ديسمبر 2001 ، وفي أوروبا وأستراليا في مايو 2002.
تلقت اللعبة إشادة من النقاد، وحصلت على الثناء على صورها، وأدوات التحكم البسيطة، وطريقة اللعب، والموسيقى التصويرية المنسقة، بالإضافة إلى العديد من الجوائز وشهادات التقدير من مختلف المنشورات؛ تعتبر الآن واحدة من أعظم ألعاب الفيديو على الإطلاق. حققت اللعبة مبيعات قوية عند إصدارها، لتصبح اللعبة الأكثر مبيعًا لجهاز غيم كيوب مع بيع أكثر من سبعة ملايين نسخة بحلول عام 2008. تم إصدار سوبر سماش برذرز براول لجهاز نينتندو وي في عام 2008 من بعد سوبر سماش برذرز ميلي.

## أسلوب اللعب
مثل اللعبة السابقة سوبر سماش برذرز، تختلف سوبر سماش برذرز ميلي عن ألعاب القتال التقليدية حيث أن الهدف هو إجبار خصومهم على تجاوز حدود المسرح. تتسبب معظم الهجمات في إلحاق الضرر ويمكنها، في حالة حدوث ضرر كافٍ، هزيمة العدو. يتم قياس صحة كل شخصية بواسطة متر يمثل الضرر كنسبة مئوية. كلما زادت قيمة النسبة المئوية، كلما زاد طرد اللاعب، وكان من الأسهل طرده من المسرح، مما سيؤدي إلى موت الشخصية وفقدان المخزون أو الحياة. على عكس الألعاب الأخرى من نفس النوع، حيث يتم إدخال الحركات عن طريق مجموعات إدخال الأزرار، يمكن الوصول إلى معظم الحركات في سوبر سماش برذرز ميلي عن طريق الضغط على زر واحد واتجاه عصا التحكم.
أثناء المعارك، تسقط العناصر المتعلقة بألعاب نينتندو أو البضائع في ميدان اللعبة. هذه العناصر لها أغراض تتراوح من إلحاق الضرر بالخصم إلى استعادة الصحة للاعب.  بالإضافة إلى ذلك، فإن معظم المراحل لها موضوع يتعلق بسلاسل نينتندو أو لعبة نينتندو معينة وهي تفاعلية مع اللاعب.على الرغم من تقديم المراحل في ثلاثة أبعاد، لا يمكن للاعبين التحرك إلا على مستوى ثنائي الأبعاد. ليست كل المراحل متاحة على الفور؛ يجب «فتح» بعض المراحل من خلال تحقيق متطلبات معينة. تتميز بعض المراحل بعناصر ومنصات متحركة ومخاطر تلحق الضرر باللاعبين، بينما تفتقر أخرى إلى هذه العناصر.

## التقييم
| التقييم |             |
| --- | ----------- |
| مجموع النقاط المجموع نقاط ميتاكريتيك 92/100 نتائج المراجعة نشرة نقاط أول غيم إدج 6/10 يورو غيمر 10/10 فاميتسو 37/40 غيم سبوت 8.9/10 آي جي إن 9.6/10 مجلة نينتندو الرسمية 95% |             |
| مجموع النقاط |             |
| المجموع | نقاط        |
| ميتاكريتيك | 92/100      |
| نتائج المراجعة |             |
| نشرة | نقاط        |
| أول غيم | 4.5/5 stars |
| إدج | 6/10        |
| يورو غيمر | 10/10       |
| فاميتسو | 37/40       |
| غيم سبوت | 8.9/10      |
| آي جي إن | 9.6/10      |
| مجلة نينتندو الرسمية | 95%         |

حصلت لعبة سوبر سماش برذرز ميلي على إشادة من النقاد من المراجعين، وأعزى معظمهم الفضل إلى توسع اللعبة في ميزات اللعب من سوبر سماش برذرز مع التركيز على الميزات الإضافية، وعلق غيم سباي بأن «لقد أحرزت لعبة ميلي نتائج رائعة حقًا في قسمنا الذي أضفنا إليه الكثير من الأشياء الإضافية الرائعة». قارن المراجعون اللعبة بشكل إيجابي مع لعبة سوبر سماش برذرز وذكر ميرابيلا من آي جي إن أنها كانت «في دوري مختلف تمامًا عن اللعبة الأصلية»؛  وأشاد ميغيل لوبيز من غيم سبوت باللعبة لتقديمها «وضع كلاسيكي» أكثر تقدمًا مقارنة إلى سابقه، مع وصف وضع المغامرة بأنه «تجربة ناجحة أو غير ناجحة حقًا». على الرغم من الاستجابة المتباينة لأوضاع اللاعب الفردي، فقد عبر العديد من المراجعين عن وضع اللعب المتعدد كعنصر قوي في اللعبة. في مراجعتهم للعبة، صرح غيم سباي أنه «ستواجه صعوبة كبيرة في العثور على تجربة متعددة اللاعبين أكثر إمتاعًا على أي وحدة تحكم أخرى».
حصلت صور اللعبة على رد فعل إيجابي. أشادت غيم سبوت بشخصية اللعبة ونماذج الخلفية، قائلة إن «نماذج الشخصيات ممتلئة الجسم بشكل ممتع، وجودة نسيجها مذهلة». أشاد فران ميرابيلا الثالث من آي جي إن باستخدام اللعبة للفيزياء والرسوم المتحركة والرسومات، على الرغم من أن زميله مات كازاماسينا اعتقد أن «بعض الخلفيات تفتقر إلى اللمعة البصرية التي تتمتع بها الشخصيات» عند إبداء رأي ثانٍ حول اللعبة.
أشاد النقاد بالموسيقى التصويرية المنسقة للعبة؛  بينما علق جريج كاسافين من غيم سبوت قائلاً «كل شيء يبدو رائعًا». أشاد غيم سباي بالموسيقى لتأثيرها الحنين إلى الماضي، مع مسارات صوتية تتراوح من سلسلة نينتندو المتعددة.
رحب المراجعون بعناصر التحكم المبسطة، ولكن تم التعبير عن «الاستجابة المفرطة»، مع الشخصيات المحطمة بسهولة والحركات الدقيقة التي يصعب القيام بها، على أنها عيب خطير في اللعبة من قبل غيم سبوت. مع انتقاد أكثر اعتدالًا لعناصر التحكم، علق برين ويليامز من غيم سباي أن «الحركة والملاحة تبدو حساسة للغاية إلى حد ما». أساس نظام اللعب في سوبر سماش برذرز ميلي هو المعارك بين شخصيات نينتندو، والتي تم اقتراحها على أنها محمومة للغاية؛ تساءل إن-يسورب عما إذا كانت طريقة اللعب «محمومة للغاية؟»، على الرغم من أنهم استمتعوا بمجموعة متنوعة من الأساليب المعروضة. وبالمثل، صرح كلارك نيلسين من نينيتندو سبين أن «المشاجرة كانت سريعة جدًا من أجل مصلحتها»، و «المهارة كانت تتعلق فقط بالقدرة على الالتفاف حول ما كان يحدث بدلاً من الدخول في القتال حقًا». فيما يتعلق بوتيرة اللعبة، علق إيدج على أنه جعل ميزات اللعب مثل «الحجب» زائدة عن الحاجة، حيث لا يُمنح اللاعب الوقت الكافي للرد على أي هجوم.
على الرغم من الميزات الجديدة التي تمت إضافتها إلى اللعبة، فقد انتقدت بعض المراجعات لافتقارها إلى الأصالة ولأنها مشابهة جدًا لسابقتها، أشار كاليب هالي من غيم كيرتيز.كوم إلى أنه بينما كان «كل شيء بجودة نينتندو 64 سلفه» شعر أيضًا«أن اللعبة لا تتوسع كثيرًا بعد تلك النقطة». في ملاحظة مماثلة، صرح إيدج بأنه «ليس تطورًا؛ إنه تكاثر»، في إشارة إلى النقص الملحوظ في الابتكار. تلقت الطبيعة الحنينية للعبة رد فعل إيجابي، بالإضافة إلى المراحل والعناصر المصاحبة التي تشير إلى ألعاب نينتندو السابقة. رحب صحفيو الألعاب بقائمة تضم 26 شخصية من شخصيات نينتندو، بالإضافة إلى نظام الجوائز، الذي وصفته نينتندو سبين بأنه «إضافة رائعة لهذه اللعبة».

## وصلات خارجية
- سوبر سماش برذرز ميلي على موقع IMDb (الإنجليزية)